# 王强 (足球运动员)
王强（1987年10月3日—），中国职业足球运动员，现在效力于中国足球甲级联赛球队广东日之泉。

## 俱乐部生涯
王强曾在秦皇岛中国足球学校受训，之后加入上海申花预备队，曾经入选国青集训名单，2007年由于申花联城合并，他多年无法获得出场机会。虽然2009年曾经进入一线队名单，但是很快被申报转会。2010年加盟同城的中国足球甲级联赛球队上海浦东中邦，并成为球队主力。4月10日，他在浦东中邦主场3比3战平广州恒大的比赛第59分钟替补达科出场，上演职业生涯首秀。9月4日，王强在浦东中邦客场1比2不敌北京八喜的比赛中打进职业生涯的首个进球。赛季结束后浦东中邦改组参加次年乙级联赛，王强则转会至中甲升班马天津松江。
2013年1月，王强与队友刘涛自由转会至另一支中甲球队广东日之泉。